# Žudojevići
Žudojevići (cyr. Жудојевићи) – wieś w Bośni i Hercegowinie, w Republice Serbskiej, w gminie Bileća. W 2013 roku liczyła 15 mieszkańców.